# Lista över offentlig konst i Örnsköldsviks kommun
Lista över offentlig konst i Örnsköldsviks kommun är en ofullständig förteckning över främst utomhusplacerade skulpturer och annan offentlig konst i Örnsköldsviks kommun.

## Örnsköldsvik
| Titel                                  | Konstnär(er)        | Årtal | Beskrivning | Typ - material                                                   | Plats Koordinater                               | Bild      |
| -------------------------------------- | ------------------- | ----- | ----------- | ---------------------------------------------------------------- | ----------------------------------------------- | --------- |
| Sörkörare                              | Asmund Arle         | 1989  |             | skulptur - brons                                                 | Stora torget koordinater saknas                 | Sörkörare |
| Till hemstaden                         | David Wretling      | 1939  |             | klocka/reliefer - granit                                         | Stora torget koordinater saknas                 |           |
| Havsörnen Även känd som: Örnmonumentet | Bruno Liljefors     | 1916  |             | skulptur i fontän - granit                                       | Örnparken koordinater saknas                    | Havsörnen |
| Darwins dagbok                         | Jörgen Nilsson      | 1994  |             | skulptur - brons på granitsockel                                 | Museiparken koordinater saknas                  |           |
| Gestalt i storm                        | Bror Marklund       | 1979  |             | skulptur - brons                                                 | Örnsköldsviks museum koordinater saknas         |           |
| Sittande pojke                         | Bror Marklund       | 1988  |             | skulptur - brons                                                 | Örnsköldsviks museum koordinater saknas         |           |
| Gycklare                               | Bror Marklund       | 2011  |             | skulpturgrupp - brons                                            | Stora torget, Örnsköldsvik koordinater saknas   |           |
| Faraos dotter                          | Arthur Sandin       | 1935  |             | skulptur - marmor                                                | Hamnparken koordinater saknas                   |           |
| Det tidlösa landskapet                 | Lars Widenfalk      | 1991  |             | skulpturgrupp - grå granit                                       | Arken koordinater saknas                        |           |
| Vid källan                             | Torsten Fridh       | 1993  |             | skulpturgrupp i fontän - svart diabas                            | Sjötorget, Arken koordinater saknas             |           |
| KOR. 13:2                              | Maria Hellmin       | 1999  |             | skulpturgrupp - gjuten aluminium                                 | Mitthögskolans entrégård koordinater saknas     |           |
| De profundis (Ur djupen)               | Åke Lagerborg       | 1972  |             | skulptur - rostfritt stål                                        | Sporthallen/Paradisbadet koordinater saknas     |           |
| Hugin och Munin                        | Kjell Landfors      | 1997  |             | skulpturgrupp - patinerade brons                                 | Lasarettsgatan, Örnsköldsvik koordinater saknas |           |
| Inventore                              | Kjell Landfors      |       |             | skulptur - brons                                                 | Torggatan, Örnsköldsvik koordinater saknas      |           |
| Stenportal                             | Jeff Lindahl        | 1992  |             | målning - målning på putsad tegelvägg                            | Fasad Lasarettsgatan 16 koordinater saknas      |           |
| Semaforen                              | Pia Hedström        | 1996  |             | skulptur - stål, glas och ljus                                   | Centralesplanaden/Storgatan koordinater saknas  |           |
| Nybildning                             | Åke Lagerborg       | 1966  |             | relief - järn                                                    | Entrén Nygatan 20 koordinater saknas            |           |
| Förgylld vinge Även känd som: Diagonal | Folke Truedesson    | 1971  |             | skulptur - förgyllt stål                                         | Rådhusparken koordinater saknas                 |           |
| Livets labyrint                        | Pye Engström        | 1988  |             | skulpturgrupp/labyrint - granit, sandsten, gatsten och natursten | Rådhusparken koordinater saknas                 |           |
| Giraffer                               | Nils Kristoffersson | 1964  |             | skulptur/fontän - brons                                          | Örnsköldsskolan koordinater saknas              |           |
| Genom brytning                         | Åke Lagerborg       | 1969  |             | skulptur - rostfritt stål                                        | Vintergatan/Baldersvägen koordinater saknas     |           |
| Tellus                                 | Peter Svedberg      |       |             | glas, betong och ljus                                            | Kajen vid Arenan koordinater saknas             | Tellus    |
| Jimmys                                 | Monika Gora         | 2010  |             | skulpturgrupp - armerad glasfiber, polyester                     | Storgatan/Köpmangatan koordinater saknas        |           |
| Lövverk                                | Monika Gora         |       |             | glas                                                             | Universitetet koordinater saknas                |           |
| Air rooms                              | Jaakko Niemelä      | 2000  |             | Skulptur                                                         | Mitthögskolan koordinater saknas                |           |

## Övriga kommunen
Konstverk i övriga delar av kommunen (eller där placeringen är okänd).
| Titel                                      | Konstnär(er)         | Årtal | Beskrivning | Typ - material                           | Stadsdel/ort | Plats Koordinater                                                                     | Bild                                                             |
| ------------------------------------------ | -------------------- | ----- | ----------- | ---------------------------------------- | ------------ | ------------------------------------------------------------------------------------- | ---------------------------------------------------------------- |
| Släpp fåglarna loss                        | Åke Lagerborg        | 1978  |             | skulptur - lätt metall                   | Sörliden     | Sörlidenskolan, Järvstagatan koordinater saknas                                       |                                                                  |
| Spinnak                                    | Ulf Jon Hörnfeldt    | 1994  |             | skulptur - syrafast stål                 | Järved       | Torget i Järved koordinater saknas                                                    |                                                                  |
| Pomonas barn samt några kusiner            | Åke Lagerborg        | 1985  |             | skulptur - stål och plats                | Gullänget    | Servicehuset Söränget, vårdcentralen Gullänget, Älgvägen 15 och 17 koordinater saknas |                                                                  |
| Diagonal                                   | Åke Lagerborg        | 1966  |             | skulptur - stål och betong               | Gullänget    | Ängetskolan, Älgvägen 35 koordinater saknas                                           |                                                                  |
| Kom in alla mina bin                       | Maria Lagerborg      | 1991  |             | målning - emalj och trä                  | Domsjö       | Daghemmet Bikupan, Skolvägen 20 koordinater saknas                                    |                                                                  |
| Sunds Flamma                               | Kjell Landfors       | 1997  |             | skulptur - brons                         | Domsjö       | Utanför Sundhem, Sund koordinater saknas                                              |                                                                  |
| Stjärnlandskap                             | Jan K Persson        | 1995  |             | målning - aluminium                      | Banafjäl     | Banafjälskolan (inomhus) koordinater saknas                                           | Det är troligen inte ok att ladda upp en bild av detta konstverk |
| Ljuspunkten                                | Åke Lagerborg        | 1972  |             | skulptur - syrafast stål                 | Husum        | Bruksvägen 187 (gamla kommunalhuset) koordinater saknas                               |                                                                  |
| Totem                                      | Karl Erik Häggblad   | 1990  |             | skulptur - stål                          | Gideå        | Entré till Gideå skola/Gideågården koordinater saknas                                 |                                                                  |
| Björnen                                    | John Erik Berg       | 1971  |             | skulptur - granit                        | Björna       | Torget i Björna koordinater saknas                                                    |                                                                  |
| Fågel, fisk och mittemellan                | Lars 'Huck' Hultgren | 1986  |             | reliefer - trä                           | Moliden      | Moskolan (inomhus) koordinater saknas                                                 | Det är troligen inte ok att ladda upp en bild av detta konstverk |
| Nål och tråd                               | Åke Lagerborg        | 1990  |             | skulptur - stål och granit               | Bredbyn      | Torget i Bredbyn koordinater saknas                                                   |                                                                  |
| Ett alldeles korrekt självporträtt + skata | Jörgen Nilsson       | 2014  |             | skulptur - brons                         | Bredbyn      | Bredbynskolans skolgård koordinater saknas                                            |                                                                  |
| Ett strålande sken                         | Gunnar Hartman       | 1992  |             | relief - keramik                         | Solberg      | Servicebyggnaden Solstrålen koordinater saknas                                        |                                                                  |
| Shilling Banco                             | Ulf Jon Hörnfeldt    | 1989  |             | skulptur - syrafast stål                 | Bjästa       | Torget koordinater saknas                                                             |                                                                  |
| Välkommen hit                              | Maria Lagerborg      | 1989  |             | reliefer - trä och syrafast stål         | Sidensjö     | Servicehuset Fyrklövern koordinater saknas                                            |                                                                  |
| Minnen                                     | Jörgen Nilsson       |       |             | skulpturgrupp/fontän - brons             | Mellansel    | Centralparken Mellansel koordinater saknas                                            |                                                                  |
| Arkivet                                    | Sture Collin         | 2007  |             | Skulpturgrupp - brons, granit            |              | koordinater saknas                                                                    |                                                                  |
| Med näsan mot iskanten                     | Catrin Andersson     | 2010  |             | Skulptur - Härdat diamant och lamellglas |              | Västra entrén Skuleskogens nationalpark. koordinater saknas                           |                                                                  |
| Två bryggor                                | Monika Gora          |       |             | glas                                     | Sidensjö     | Rastplatsen i Näs, Drömme koordinater saknas                                          |                                                                  |